# Parasol Henbē
Parasol Henbē (パラソルヘンべえ Parasoru Henbē) là loạt phim Nhật Bản được sản xuất và được chỉ đạo bởi Fujiko Fujio (A) (Bút danh là Motoo Abiko) vào năm 1989 kéo dài đến tập 200 và sau đó được dịch ra nhiều ngôn ngữ khác nhau như tiếng Trung, tiếng Anh, tiếng Hebrew và tiếng Tây Ban Nha. Abiko cũng chuyển thể loạt phim này thành manga.
Loạt phim và truyện này có hình thức khá giống với Doraemon từ nội dung, thậm chí giống cả phong cách hoạt hình và những cốt truyện.

## Nhân vật
- Henbee (lồng tiếng: Meiko Nakamura) - Nhân vật chính trong loạt phim này.
- Maruko (Lồng tiếng: Junko Hori) -
- Megeru (Lồng tiếng: Noriko Hidaka) -
- Abuko (Lồng tiếng: Rei Sakuma) -
- Izumi (Lồng tiếng: Rei Sakuma) -
- Memosuke (Lồng tiếng: Ryusei Nakao) -
- Gorita (Lồng tiếng: Tesshō Genda) -